# 四叶重楼
四叶重楼（学名：Paris quadrifolia）为黑药花科重楼属的植物。其种加词“quadrifolia”意为“四叶的”。分布于亚洲、欧洲以及中国大陆的新疆等地，目前尚未由人工引种栽培。